# استان قبه
استان قبه یکی از استان‌های سابق کشور لیبی است که در حال حاضر بخشی از استان درنه می‌باشد
جمعیت آن در حدود ۹۳۰۰۰ نفر است.